# Ricciardo Manfredi

Arma dei Manfredi

Ricciardo Manfredi (1285 circa – Faenza, 23 agosto 1340) è stato un condottiero italiano e terzo signore di Faenza.

## Biografia
Era figlio di Francesco I Manfredi, primo signore di Faenza e di Rengarda Malatesta.
Nel 1316 fu armato cavaliere dal re di Napoli Roberto d'Angiò e nel 1322 fu capitano del popolo di Imola. Nel 1327 suo fratello Alberghettino prese il potere a Faenza e cercò di impossessarsi anche di Imola. I contrasti tra i fratelli divennero insanabili quando Alberghettino sparse la voce tra gli imolesi che Ricciardo voleva consegnare la città al delegato pontificio. Ricciardo, appoggiato da cavalieri di Bologna, scese in armi contro il fratello: la città venne consegnata al cardinale Bertrando del Poggetto e assoggettata allo Stato Pontificio. Ricciardo seguì il legato a Bologna e fu al suo fianco anche nel 1328, nel tentativo di togliere Faenza al fratello Alberghettino, impresa riuscita dopo un lungo assedio. Nel 1331 partecipò alla guerra contro gli Ordelaffi, signori di Forlì e nel 1333 partecipò all'assedio di Verona contro gli Scaligeri. Fu capitano dell'esercito del legato pontificio, risoluto a riconquistare Ferrara contro gli Estensi, ma il 14 aprile 1333 subì una pesante sconfitta. Nel 1340 fece imprigionare il nipote Francesco I Manfredi.
Ricciardo morì forse avvelenato nello stesso anno.

## Discendenza
Era sposato con Diletta di Alberigo conte di Cunio, dalla quale ebbe 2 figli:
- Giovanni (1324-1373), 4º signore di Faenza
- Ringarda

Ebbe anche un figlio naturale, Guglielmo (1327-1367), podestà di Faenza.